# Mancini (Adelsgeschlecht)

Familienwappen der Mancini

Die Mancini sind ein italienisches Adelsgeschlecht, das seit dem 14. Jahrhundert auftrat. Ein mit dem französischen Kardinal Jules Mazarin verschwägerter Zweig trat Anfang des 18. Jahrhunderts dessen herzogliches Erbe an und erlosch 1798 im Mannesstamm. Ein in Neapel ansässiger Familienzweig, dem unter anderem der Jurist und Politiker Pasquale Stanislao Mancini angehörte, bestand auch darüber hinaus.

## Stammliste

### Italienische Mancini
1. Pietro Mancini, † 20. Januar 1383; ⚭ Gianna, † 1427
  1. Lorenzo I., † 1. September 1447 ; ⚭ Maria
    1. Giacomo. ⚭ Lucinia.
      1. Costanza. ⚭ 14. September 1451 Gregorio Colajanni.
      2. Paulina. ⚭ 10. November 1451 Pietro Marcellini.

    2. Stefano
    3. Giuliano ; ⚭ Giacomella Muti
      1. Alexandre ⚭ Ambrosina dei Fabii
        1. Giuliano
        2. Stefano ⚭ 23. Oktober 1509 Antonia Tomaratia
        3. Domenico
        4. Gianbattista ⚭ Laura Micinelli.
          1. NN, * 1513, † 19. Juni 1514
          2. Alessandro
            1. Giacomella. ⚭ Gianpaolo Orsini (Haus Orsini).

          3. Lavinia. ⚭ Niccolò Buffalini
          4. Lucida. ⚭ 1. Dezember 1524 Bernardino Caffarelli
          5. Portia
          6. Martia
          7. Giulia
          8. Faustina. ⚭ Pietro Attavanti
          9. Serafina, Nonne.

        5. Giacomo ; ⚭ Diana Micinelli
          1. Giuliano, † 15. Juli 1536 ⚭ 18. Februar 1531 Girolamo Capranica.
            1. Lorenzo II. † 1588. ⚭ Olympia, Tochter von Angelo de Massimi.
              1. Paolo; ⚭ 7. Februar 1600 Vittoria, Tochter von Vincenzo Capoccia
                1. Michele Lorenzo. ⚭ 6. August 1634 Griolama, Tochter von Pietro Mazzarini, † 1656 – Nachkommen siehe unten
                2. Olympia. ⚭ 4. Februar 1624 Giacomo de Vellii
                3. Girolama Maria, * 20. März 1603. ⚭ 30. Januar 1630 Sertorio Teofilo
                4. Francesco Maria, * 20. Oktober 1606, † 29. Juni 1672, 5. April 1660 Kardinal,
                5. Lorenzo Gregorio * 13. März 1608.

              2. Giacomo
              3. Francesco Alessandro, * 20. Januar 1576
              4. Federico
              5. Horatio
              6. Giuliano
              7. Virginia. ⚭ 25. Mai 1577 Giulio Glorieri.
              8. Laura. ⚭ 23. August 1584 Alessandro Cardelli.
              9. Cleria. ⚭ Alessandro Silveri.
              10. Hortensia. ⚭ 26. November 1585 Giustino Sevaroli
              11. Angelica Elena
              12. Faustina. ⚭ Antonio Camaiani.

            2. Diana ⚭ 27. Januar 1551 Gianbattista Buffalini.

          2. Hortensia
          3. Carridonia
          4. Tarquinia

        6. Lorenzo

      2. Luisa ⚭ Francesco Albertoni
      3. Camilla

    4. Cecca
    5. Antonia
    6. Vannoza. ⚭ Giacomo dello Scuto

  2. Giovanni; ⚭ Andrea.
  3. Giacomella

### Französische Linie Mazarin-Mancini

Familienwappen der Linie Mazarin-Mancini

1. Michele Lorenzo, ⚭ 6. August 1634 Geronima (Girolama), Tochter von Pietro Mazzarini, † 1656 – Vorfahren siehe oben
  1. Laura Vittoria ("Laure") * 1636, † 8. Februar 1657. ⚭ 4. Februar 1651 Louis de Bourbon, Duc de Mercœur, 1665 Herzog von Vendôme † 1669 (Bourbonen)
  2. Paul X 1652.
  3. Philippe-Julien, * 26. Mai 1641, † 8. Mai 1707, Januar 1676 Duc de Nevers et Duc de Donzy, Pair de France (Patentbrief für Nevers Januar 1676, nicht registriert), ⚭ 15. Dezember 1670 Diane, Tochter von Claude de Damas, Marquis de Thianges, † 11. Januar 1715.
    1. Eloy
    2. NN, † Mai 1683
    3. Philippe-Jules * 4. Oktober 1676, Duc de Nevers, Pair de France (Patentbrief für Nevers 24. August 1720, registriert 31. Dezember 1720). ⚭ Juni 1709 Marie-Anne, Tochter von Jean-Baptiste Spinola, Principe di Vergagna.
      1. Louis-Jules * 16. Dezember 1716, Duc de Nevers, Pair de France, † 25. Februar 1798, 8. November 1742 Mitglied der Académie Française (Fauteuil 4). ⚭ 17. Dezember 1731 Hélène, Tochter von Jérôme Phélypeaux, Comte de Pontchartrain, † 1781
        1. Hélène-Jules * 13. Dezember 1740, † 15. November 1780. ⚭ 23. Mai 1753 Louis, Comte de Gisors, † 1758 (Haus Fouquet)
        2. Rosalie * 1742. ⚭ 1759 Louis Camille de Lorraine, Comte de Marsan, † 1782 (Haus Guise)
        3. Adélaïde-Diane. ⚭ 28. Februar 1760  Louis Hercule Timoléon de Cossé, 1780 Duc de Brissac, † 1792. (Cossé-Brissac)

    4. Jacques-Hippolyte * 2. März 1690, Marquis de Mancini. ⚭ Anne, Tochter von Anne, Duc de Noailles (Haus Noailles)
    5. Diane-Gabrielle † 12. September 1716. ⚭ 6. April 1699 Charles Henin, Prince de Chimay (Haus Hénin)
    6. Diane-Adélaïde † 29. September 1747. ⚭ 1. August 1707 Louis Armand d'Estrées Duc d’Estrées, † 1723 (Haus Estrées)

  4. Alphonse-Marie * 1644, † 5. Januar 1658.
  5. Olympia, † 9. Oktober 1708. ⚭ 20. Februar 1657 Eugène de Savoie, Graf von Soissons, † 1673 (Haus Savoyen)
  6. Maria, * 28. August 1639, † 11. Mai 1715. ⚭ 11. April 1661 Lorenzo Onofrio Colonna, Herzog von Tagliacozzo, † 1689 (Haus Colonna).
  7. Marguerite * 14. März 1643
  8. Hortensia, * 6. Juni 1646, † 2. Juli 1699. ⚭ 28. Februar 1661 Armand-Charles de La Porte, Duc de Rethelois-Mazarini, † 1713 (Haus La Porte)
  9. Anne * 17. August 1647.
  10. Maria Anna, * 1649, † 20. Juni 1714.⚭ 20. April 1662 Godefroy Maurice de La Tour d’Auvergne, Duc de Bouillon, † 1721 (Haus La Tour d’Auvergne)

## Haus Mazarin

Familienwappen der Mazarin

Die Mancini waren mit Kardinal Mazarin verschwägert, seit dessen Schwester in die Familie eingeheiratet hatte. Der Kardinal, der die weltlichen Titel Herzog von Nevers, Herzog von Donzy, Herzog von Mayenne und Herzog von Mazarin trug, konnte die Titel zu Nevers und Donzy an den Enkel seiner Schwester vererben. Fünf Töchter dieser Schwester, die zum Hause Mancini zählten, gehörten zu den insgesamt sieben Mazarinetten.
1. Pietro Mazzarini (Pierre Mazarin), † 14. November 1654 ; ⚭ Hortensia, Tochter von Ottavio Buffalini
  1. Laura Margherita, † 9. Juni 1685 ; ⚭ 6. Juli 1634 Girolamo, Conte Martinozzi
    1. Laura Martinozzi, * 1635/39, † 16. Juli 1687. ⚭ Alfonso IV. d’Este, Herzog von Modena (Haus Este)
    2. Anna Maria Martinozzi, * 1637, † 4. Februar 1672 ; ⚭ 22. Februar 1654 Armand de Bourbon, prince de Conti (Haus Bourbon-Conti)

  2. Jules Raymond, * 14. Juli 1602, † 9. März 1661, 16. Dezember 1641 Kardinal, 29. November 1653–1658 Bischof von Metz, 11. Juli 1659 Herzog von Nevers, Herzog von Donzy, Herzog von Mayenne und Herzog von Rethel, Pair de France (Patentbrief für Nevers Oktober 1660, nicht registriert), Mai 1643 – 9. März 1661 Erster Minister Ludwigs XIV.
  3. Michel, * 1. September 1605, 10. Juli 1645 – 31. August 1648 Erzbischof von Aix, 7. Oktober 1647 Kardinal
  4. Geronima (Girolama), † 29. Dezember 1656 ; ⚭ 6. August 1634 Michele Mancini (siehe oben)